# Suleiman Cassamo
Suleiman Cassamo (Marracuene, 2 de novembre de 1962) és un escriptor i professor moçambiquès.
Llicenciat en enginyeria mecànica, Suleiman Cassamo és membre de l'Associação dos Escritores Moçambicanos, de la que en fou secretari general entre 1997 i 1999.
Publicà contes i cròniques en revistes com Charrua, Gazeta de Artes e Letras, Eco, de la que en fou fundador i membre del Consell de Redacció, Forja, i del periòdic Notícias.

## Obres
- O regresso do morto. Contes, Prefácio de Marcelo Panguana, Maputo, Associação dos Escritores Moçambicanos, 1989. Colecção Karingana. Lisboa, Editorial Caminho, 1997. ISBN 972-21-1098-5
- Amor de Baobá. Crònica, Lisboa, Editorial Caminho, 1997. ISBN 972-21-1152-3, Maputo, Ndjira, 1998
- Palestra para Um Morto. Lisboa, Editorial Caminho, 1999. ISBN 972-21-1292-9, Maputo, Ndjira, 2000

## Premis
- Premi Guimarães Rosa de Radio France Internacionale pel conte O Caminho de Phati (1994).